# Idaea leucorrheuma
Idaea leucorrheuma är en fjärilsart som beskrevs av Louis Beethoven Prout. Idaea leucorrheuma ingår i släktet Idaea och familjen mätare. Inga underarter finns listade i Catalogue of Life.